# 納庄兵芽
納庄　兵芽（のうしょう　ひょうが、1998年5月11日 - ）は、兵庫県出身の、日本の柔道選手。階級は60kg級。身長165cm。組み手は左組み。血液型はA型。得意技は内股。
9人兄弟で、妹は52㎏級の納庄千寿。

## 経歴
柔道は9歳の時に加古川柔祐次会で始めた。小学校6年の時に全国小学生学年別柔道大会45kg超級に出場するも初戦で敗れた。魚住中学2年の時に全国中学校柔道大会50kg級の準決勝で大成中学2年の古賀玄暉に送足払で敗れて3位だった。3年の時には55kg級の2回戦で敗れた。育英高校1年の時には全国高校選手権60kg級の3回戦で敗れたが、2年の時に5位となった。3年の時にはインターハイの2回戦で敗れた。天理大学へ進学すると、2年の時には全日本ジュニアで5位だった。3年の時には学生体重別の3回戦で、試合ではほとんど見かけることのない珍しい技である帯落で一本勝ちするなどして初優勝を果たした。2020年のヨーロッパオープン・オーバーヴァルトではオール一本勝ちしてシニアの国際大会初優勝を飾った。2021年4月からは日本エースサポートの所属となった。体重別では初戦で敗れた。

## 戦績
- 2012年 -　全国中学校柔道大会　3位(50kg級)
- 2016年 -　全国高校選手権　5位
- 2019年 -　全日本ジュニア　5位
- 2019年 -　学生体重別　優勝
- 2020年 -　ヨーロッパオープン・オーバーヴァルト　優勝
- 2022年 -　実業個人選手権　2位

(出典、JudoInside.com)